# Robert Hayward

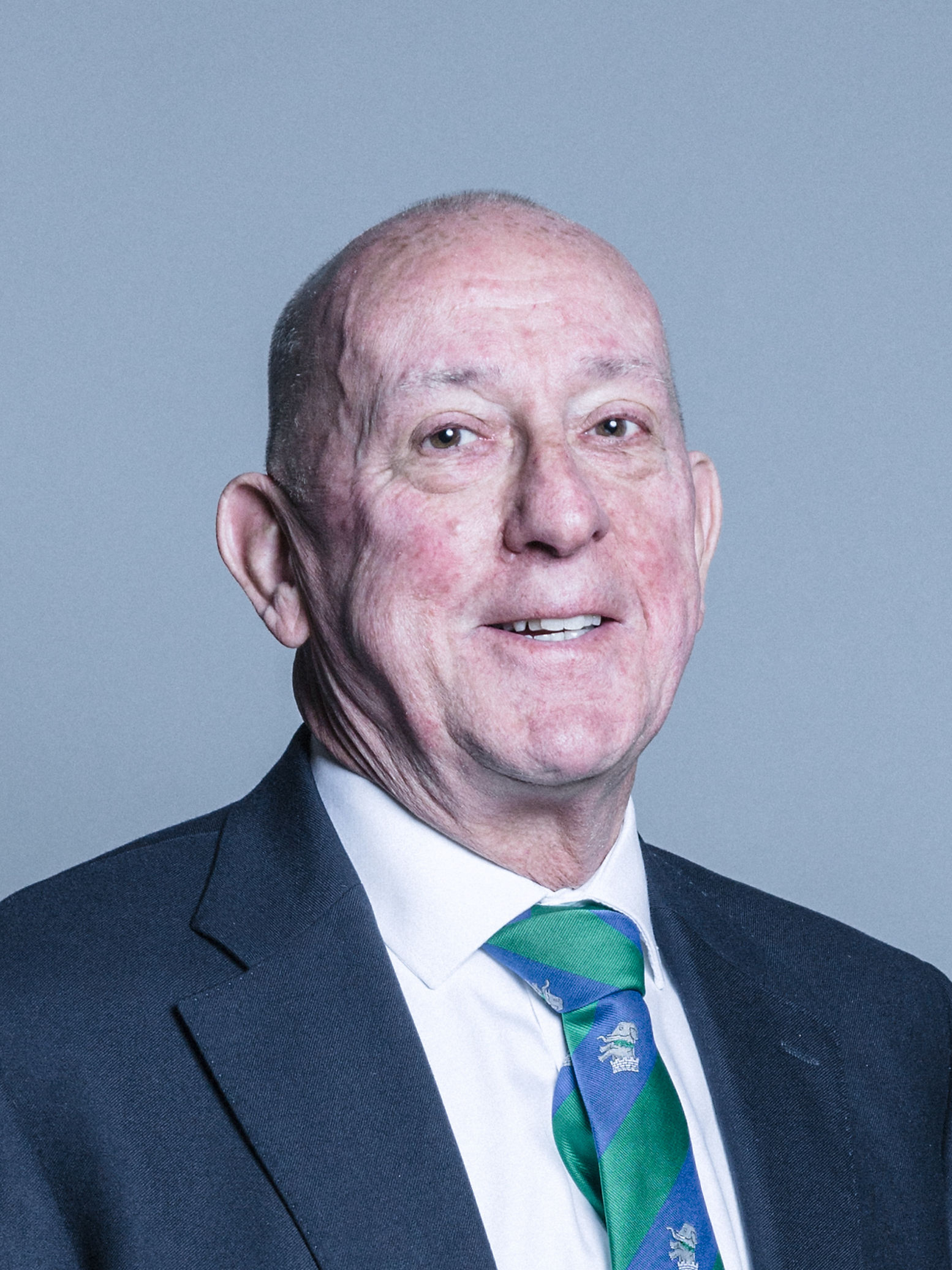
Robert Hayward (2018)

Robert Antony Hayward, Baron Hayward (* 11. März 1949) ist ein britischer Ökonom und Politiker der Conservative Party.

## Leben
Hayward besuchte die Abingdon School in Oxfordshire und das Desborough College. An der University of Zimbabwe studierte Hayward Ökonomie.
Vom 9. Juni 1983 bis 16. März 1992 war Hayward Abgeordneter im House of Commons.
Ab 1994 war Hayward Chief Executive der British Soft Drinks Association. Ab 1999 bis 2009 war er Chief Executive der Beer and Pub Association. Hayward war von 2000 bis 2006 Präsident des LSBTI-Rugbysportvereins Kings Cross Steelers in London. Seit 2015 ist Hayward Mitglied im House of Lords.

## Auszeichnungen und Preise (Auswahl)
- Order of the British Empire (OBE)